# Agnieszka Pilchowa
Treść tego artykułu może nie być zgodna z zasadami neutralnego punktu widzenia.
Dokładniejsze informacje o tym, co należy poprawić, być może znajdują się w dyskusji tego artykułu.
 Po wyeliminowaniu niedoskonałości należy usunąć szablon {{Dopracować}} z tego artykułu.
Agnieszka Pilchowa (także Agnieszka Pilch), znana jako Agni P. (ur. 16 grudnia 1888 w przysiółku Zarubek Polskiej Ostrawy (obecnie Śląska Ostrawa, część Ostrawy), zm. 21 listopada 1944 w Ravensbrücku) – polska jasnowidzka, bioenergoterapeutka i zielarka.

## Życiorys

### Dzieciństwo i młodość
Była Polką urodzoną w rodzinie Wysockich, nieopodal historycznej granicy śląsko-morawskiej, w czeskojęzycznej części Śląska Cieszyńskiego. W domu posługiwano się językiem czeskim. Uczęszczała do czeskiej szkoły. Domniemane zdolności Agnieszki Pilchowej miały być zauważone jeszcze w dzieciństwie. Jako dziecko rzekomo popadała w odmienne stany świadomości, w których odwiedzała nieznane jej miejsca, dalekie kraje i rozmawiała z ludźmi, których nigdy nie spotkała wcześniej. „Ze zdolnościami jasnowidzenia, jakie posiadam, przyszłam na świat” (Pilchowa 1930: 73).

Ze zdolnościami jasnowidzenia jakie posiadam, przyszłam już na ten świat. Gdy mam spojrzeć w świat ducha nie potrzebuję zapadać w trans, czy też używać jakichś środków pomocniczych. Z początku przymykałam oczy (…) potem już i przymykanie oczu zaczęło być zbyteczne.

Kiedy Agnieszka była dzieckiem, jej matka wyszła za mąż po raz drugi. Z ojczymem łączyły ją trudne relacje. Dziewczyna chciała zostać zakonnicą. Zmieniła jednak zdanie około osiemnastego roku życia, gdy trafiła w kręgi spirytystów ziemi cieszyńskiej. Ze względu na domniemane zdolności jasnowidzenia, prawdopodobnie powodowani zazdrością spirytyści wykluczyli ją ze swojego środowiska.

### Okres międzywojenny
W wieku 21 lat została zmuszona do poślubienia jednego z kolegów swojego brata.

Jeszcze w dniu ślubu drżałam z rozpaczy i mdlałam z przerażenia. Jakże iść z tym człowiekiem przez życie, kiedy taki dziwny strach miałam przed nim.

W trzecim roku małżeństwa zaczęła leczyć. Pierwszymi pacjentami były chore dzieci z sąsiedztwa, które miała uzdrowić głaskami. Po czterech lata współżycia małżeńskiego odeszła od męża i z dwójką dzieci przeniosła się do matki. Formalne unieważnienie małżeństwa nastąpiło w 1917 roku. Jako powód unieważnienia Agni P. podała m.in. gwałt i przemoc. W swoich pamiętnikach pisze:

Praca moja na szerszą skalę zaczęła się już za czasów mojego pierwszego małżeństwa, po upływie trzech lat pożycia z tym człowiekiem, gdy wybuchła wojna światowa. Miałam już wówczas dwoje dzieci. Mieszkaliśmy pod zaborem austriackim. Bolałam bardzo na myśl o przelewie krwi i tych wszystkich, strasznych cierpieniach, które ludzkość sobie nawzajem niepotrzebnie zadaje.

W 1920 roku opuściła Czechosłowację. Zamieszkała po drugiej stronie granicy, w Wiśle, w której poznała przyszłego męża, kierownika szkoły w Pszczynie, Jana Pilcha. W swoich pamiętnikach Jan Pilch pisze:

Naturalnie miała też i przeciwników, nieraz bardzo nieprzejednanych, szczególnie wśród tych, którym nie chciała radzić i pomagać w różnej, brudnej i nieuczciwej robocie. Inną, wrogo do niej nastawioną grupa ludzi byli spirytyści z Radwanic k/Ostrawy. Dążyli oni do rozwinięcia u siebie jasnowidzenia, a ponieważ widzieli, że nie dorównają Agnieszce, więc stąd podstawianie jej nóg na każdym kroku i szerzenie o niej ujemnej opinii. To też było do pewnego stopnia przyczyną, że w 1920 roku opuściła na stałe Czechosłowację i przeniosła się do Polski.

Sława Agnieszki Pilchowej spowodowała, że w 1919 roku zaproszona została do Pragi. Prezydent Czechosłowacji, Tomáš Masaryk, oraz jego córka Alicja, mieli zaproponować jej stały pobyt na Hradczanach. Ponieważ twierdziła, że duch opiekuńczy objawiony w postaci gołębia wyznaczył jej miejsce do życia w Wiśle, odmówiła. Tam wyszła za mąż i w latach 30. zamieszkała wraz z rodziną w nowo wybudowanej willi „Sfinks” pod szczytem Jarzębatej. Nazwa willi nawiązuje do prac związanych z Egiptem mieszkającego w pobliżu Juliana Ochorowicza. W Sfinksie mieściła się także redakcja popularnego miesięcznika „Hejnał” wydawanego początkowo przez Jana Hadynę, a później przez Jana Pilcha. Do „Hejnału” pisywała Pilchowa, jej mąż i córka Janka Pilchówna, a syn Stanisław Kurletto ilustrował miesięcznik. Ponieważ Agnieszka Pilchowa nie mówiła dobrze po polsku, korektą jej tekstów i odpisywaniem na listy czytelników zajmowała się córka Janka, a także mieszkająca po sąsiedzku Kazimiera Chobot. „Sfinks” był domem otwartym, do którego ludzie przychodzili po porady. Jan Pilch pisze:

Agni nie garnęła się do ludzi, nie odczuwała z ich strony bynajmniej jakiegoś większego zasilenia duchowego dla siebie. Liczba przybywających do niej szła w tysiące. Szli ludzie do niej ze szczerą ufnością, z wiarą w Boga, że On im przez nią poradzi, pomoże. Szli też i tacy, przed którymi ostrzegał ja opiekun, a więc sceptycy i niedowiarkowie.

Kazimiera Chobot dodaje:

Leczyła nie tylko bezinteresownie, ale pomagała żywnościowo i materialnie potrzebującym, nie znosiła reklamy, szumu, pieniędzy.

W czasie II wojny światowej redakcja „Hejnału” została zlikwidowana przez Niemców, a dorobek literacki zniszczony. Po śmierci Jana Pilcha w 1976 „Sfinks” został sprzedany przez najstarszą córkę Annę miejscowym zakładom przemysłowym na dom wypoczynkowy.
Sława Agnieszki Pilchowej, Agni P., jako jasnowidzącej, uzdrowicielki i zielarki zaczęła się rozwijać w latach 20. XX wieku. Była gościem prezydenta Ignacego Mościckiego oraz odwiedzała Józefa Piłsudskiego w Belwederze. Jej nazwisko stało się znane także dzięki audycjom radiowym prowadzonym przez Zofię Kossak. Stanisław Hadyna w swojej książce Przez okna czasu przypisuje Agni P. autorstwo słynnej przepowiedni z Tęgoborzy opublikowanej w marcu 1939 roku w „Ilustrowanym Kurierze Codziennym”. Zawarta w niej przepowiednia losów II wojny światowej oraz wyboru Polaka na papieża wywołała sensację i cytowana była w wielu mediach, a w tym w filmie Leonarda Buczkowskiego Zakazane piosenki (1946).
Drukiem ukazały się też książki autorstwa Agni P. Życie na ziemi i w zaświecie, czyli wędrówka dusz, Zmora, Umarli mówią, Spojrzenie w przyszłość, Pamiętniki Jasnowidzącej i Jasnowidzenie.

### II wojna światowa i śmierć
W 1943, na skutek denuncjacji, Agnieszka Pilchowa została aresztowana przez Gestapo wraz z mężem i córką Janiną. 24 grudnia 1943 Agnieszka i Jan Pilch przewiezieni zostali do obozu śledczego w Mysłowicach, a stamtąd w kwietniu 1944 Agni P. trafiła do obozu koncentracyjnego Ravensbrück, a Jan Pilch do obozu Sachsenhausen (KL). W Ravensbrück Agni P. spotkała się z więzioną tam również córką Janką, literatką i poetką zamieszkałą po wojnie na stałe w Brazylii. W 1944 Janka Pilchówna pisze w obozie Ravensbrück:

Ty wiesz – świat tu nie zajrzy, a Bóg nie pocieszy.

Jak wątły płomyk nasze – twoje, moje życie,

Kiedyś przepyszne wolne: w radości, w rozkwicie…

Trzeba kończyć rachunki. Pójdź, ból nas rozgrzeszy.

Kto by się kiedyś w szczęściu własnym zaskorupił,

Kto ma za sobą krzywdę, zawziętość lub zawiść,

Czyjeś zdeptane szczęście i własną nienawiść

Gdy tu uczciwie żyje, już sam się odkupił.

{{Cytat}} Linki zewnętrzne: "źródło".
Agnieszka Pilchowa została rozstrzelana w obozie koncentracyjnym Ravensbrück 21 listopada 1944 roku.

## Upamiętnienie
W 2013 została uhonorowana lampą ufundowaną przez rodzinę oraz przyjaciół umieszczoną na Uliczce Cieszyńskich Kobiet.

## Wybrane publikacje
- Życie na ziemi i w zaświecie czyli wędrówka dusz (1926)
- Pamiętniki jasnowidzącej z wędrówki życiowej poprzez wieki (1930)
- Tajemnice spirytyzmu: sztuka wywoływania duchów (1931)
- Zmora – powieść okultystyczna (1932)
- Spojrzenie w Przyszłość (1933)
- Umarli mówią – powieść (1933)